# Seošnica
Seošnica (en serbe cyrillique : Сеошница) est un village du nord-est du Monténégro, dans la municipalité de Rožaje.

## Démographie

### Évolution historique de la population
| 1948 | 1953 | 1961 | 1971 | 1981 | 1991 | 2003 |
| ---- | ---- | ---- | ---- | ---- | ---- | ---- |
| 491  | 570  | 650  | 667  | 848  | 957  | 842  |